# Alec Douglas-Home
Alec Douglas-Home (Mayfair, 1903. július 2. –‎ The Hirsel, 1995. október 9.) konzervatív párti brit politikus, arisztokrata, Home 14. grófja, az Egyesült Királyság miniszterelnöke 1963–64-ben.

## Pályafutása
Az Eton College-ban végezte a középiskolát, majd az Oxfordi Egyetemen diplomázott történelem szakon. Kiváló krikettjátékos volt. 1931-ben választották meg először parlamentbe, a skóciai Lanark képviselőjének. Douglas-Home ekkor még a Skót Unionista Párt tagja volt; a párt később egyesült a Konzervatív Pártal. 1937–39-ben Neville Chamberlain miniszterelnök parlamenti titkára volt. 1938-ban részt vett a müncheni konferencián. A háború alatt súlyos beteg volt, és így nem teljesített katonai szolgálatot. Az 1945-ös választáson elvesztette parlamenti mandátumát.
Apja halála után örökölte a Home grófja címet, és így tagja lett a Lordok Házának. Az 1956-os szuezi válság idején a Nemzetközösségért felelős miniszter (Commonwealth Secretary) volt, 1960-ban pedig Harold Macmillan kormányában ő lett a külügyminiszter. Amikor 1963-ban Macmillan lemondott, Douglas-Home sikerrel indult a Konzervatív Párt vezetői tisztségéért, lemondott a grófi címéről (és az ezzel járó felsőházi tagságáról), és miniszterelnök lett. Rövid ideig szokatlan módon úgy volt kormányfő, hogy a parlament egyik házának sem volt tagja, de két héttel a miniszterelnökké választása után sikerrel indult a Kinrossban megrendezett időközi választáson.
Douglass-Home mindössze 363 napig volt miniszterelnök. Rövid kormányzásának legnagyobb eredménye a fogyasztói árak felszabadítása volt, amelynek nyomán olcsóbbá váltak az árucikkek. Az 1964. október 15-i választáson a Munkáspárt négyfős többséget szerzett a parlamentben és Harold Wilson lett az ország vezetője. Amikor a konzervatívok visszaszerezték a hatalmat, Douglass-Home ismét külügyminiszteri tisztséget kapott, ezúttal  Edward Heath kormányában, 1970-től 1974-ig.